# Арестованные могилы
Арестованные могилы (греч. Φυλακισμένα Μνήματα) — небольшое кладбище, расположенное в Центральной тюрьме Никосии, где в 1955—1959 годах во время освободительной борьбы греков-киприотов от британской оккупации были похоронены 13 бойцов ЭОКА — националистической подпольной организации.
Девять из них были повешены британцами, трое убиты в бою и один умер в больнице от ран.
Могилы расположены недалеко от камер осуждённых и виселицы, на которой они были казнены. Территория окружена высокими стенами и закрыта стеклом.

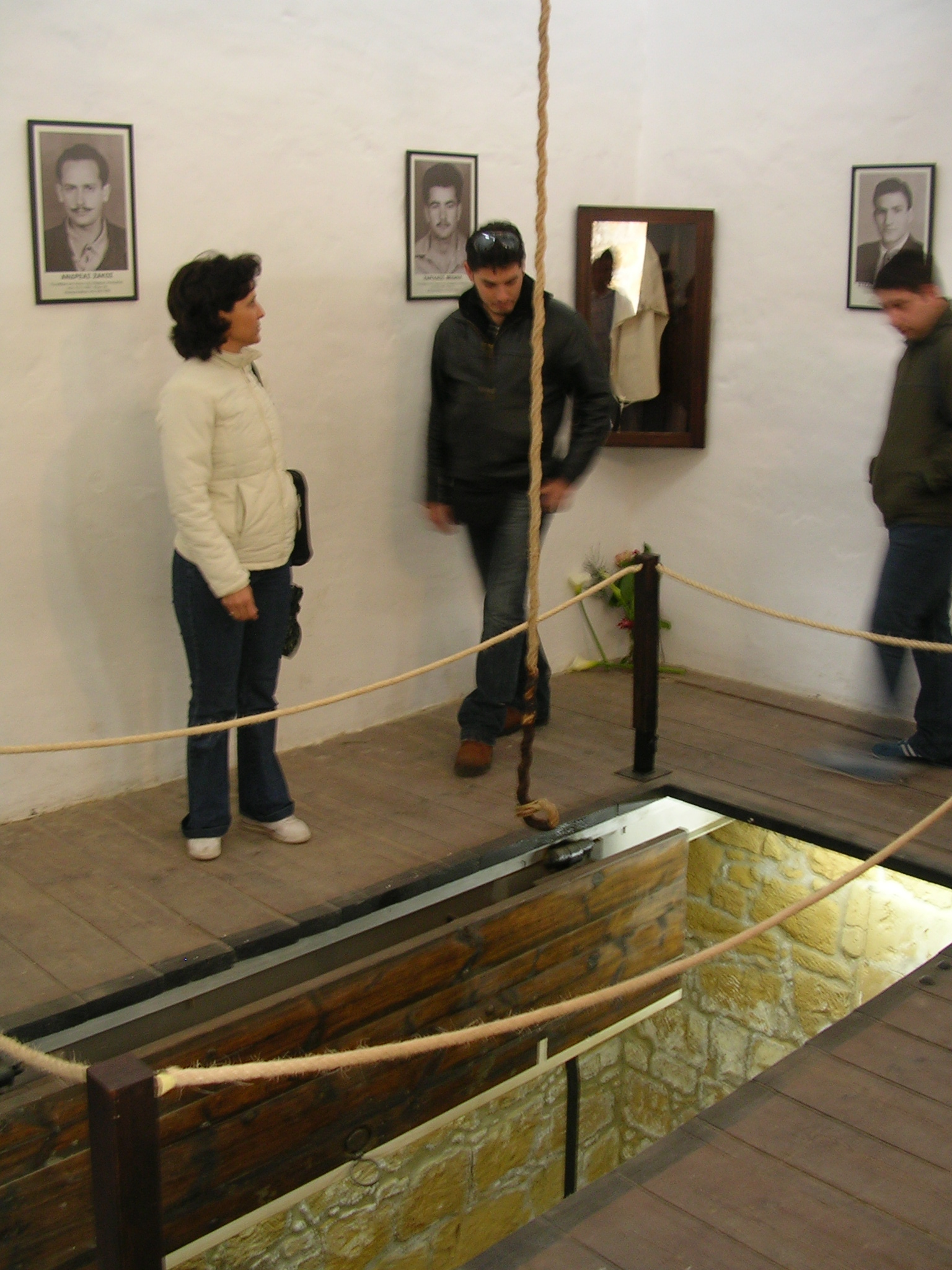
Виселица Центральной тюрьмы Никосии (ныне — музейный экспонат)

«Арестованные могилы» были детищем британского губернатора Кипра сэра Джона Хардинга, который не хотел, чтобы похороны бойцов ЭОКА превратились в демонстрации против британского правления. Девять партизан были захоронены во дворе тюрьмы сразу после исполнения приговора. Тела остальных четверых бойцов были перевезены на территорию тюрьмы и захоронены в отсутствие родственников или священника, для экономии места они были похоронены в могиле по двое.
Девять бойцов ЭОКА, казнённых на территории тюрьмы:
- Михалис Караолис[1]
- Андреас Димитриу[1]
- Яковос Потацос
- Андреас Закос
- Харилаос Михаэл
- Михаил Куцофтас
- Стелиос Мавромматис
- Андреас Панагидис
- Эвагорас Палликаридис

Остальные четверо бойцов:
- Маркос Дракос (погиб в бою)
- Григорис Афксентиу (погиб в бою)
- Кириакос Мацис (погиб в бою)
- Стилянос Ленас (умер в больнице)

После обретения Кипром независимости кладбище стало национальным памятником, которое ежегодно посещают тысячи человек. На стене кладбища были написаны слова: «Του ανδρειωμένου ο θάνατος, θάνατος δεν λογιέται» — «Смерть храброго человека — это не смерть вовсе».
Во время турецкого вторжения на Кипр (1974) бои велись у стен Центральной тюрьмы Никосии. Уступавшие в численности туркам кипрские гвардейцы вместе с сотрудниками тюрьмы смогли отстоять территорию и не допустить её захвата.
На сегодняшний день кладбище вместе с камерами для заключённых и виселицей является музеем.